# Wolfratshauser Forst
Wolfratshauser Forst är ett kommunfritt område i Landkreis Bad Tölz-Wolfratshausen i Regierungsbezirk Oberbayern i förbundslandet Bayern i Tyskland.